# Opoka

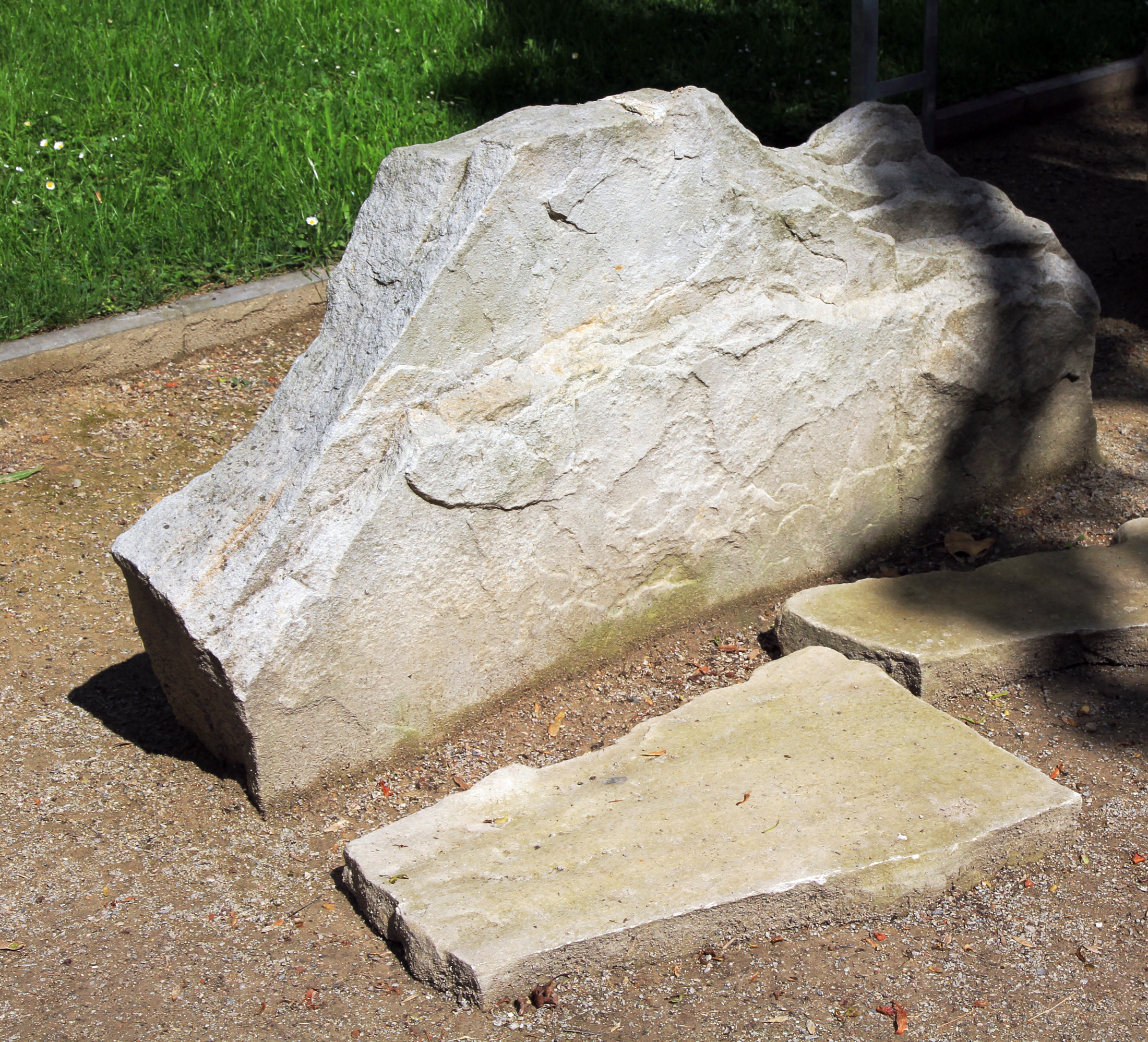
Opoka

Opoka – skała mieszana, zbudowana z organogenicznej krzemionki (opal, chalcedon, przeważnie pochodzącej z krzemionkowych gąbek) i węglanu wapnia. Może zawierać niewielkie ilości glaukonitu i substancji ilastych. W wyniku wietrzenia chemicznego może ulec odwapnieniu, powstaje wtedy tak zwana opoka lekka.
W Polsce opoki są pospolite w osadach górnej kredy pozakarpackiej, zaś opoki lekkie występują na Wyżynie Lubelskiej i w obrzeżeniu Gór Świętokrzyskich.